# 杉山信三
杉山 信三（すぎやま のぶぞう、1906年11月30日 - 1997年12月28日）は、昭和・平成期の日本史研究者である。
京都市埋蔵文化財研究所所長や、近畿大学理工学部教授を務めた。

## 経歴
京都府京都市下京区にて生まれる。ただし少年時代を過ごしたのは聖護院近く（現在の左京区）であった。
京都市立美術工芸学校（現・京都市立美術工芸高等学校）を経て、1929年（昭和4年）に京都高等工芸学校図案科を卒業する。
学校卒業後は京都府庁古社寺修理技手、法隆寺国宝保存工事事務所技手（1934年 - 1935年）、朝鮮総督府技手（1935年 - 1945年）、京都帝国大学→京都大学工学部助手（1945年 - 1952年）を経て、1953年より奈良国立文化財研究所勤務となる。奈良国立文化財研究所に歴史室が新設されると、1964年（昭和39年）からは室長を務めた。この間、1962年（昭和37年）に論文「仁和寺御室の建築史的研究」にて京都大学より工学博士の学位を取得する。
1966年（昭和41年）に同研究所平城宮跡発掘調査部長となったのち、1968年（昭和43年）に定年退官する。京大や奈良国立文化財研究所への在職中は、京都市内や奈良県下で多くの発掘や古社寺の調査に従事した。
退官後の1968年（昭和43年）から近畿大学理工学部建築学科教授を務める（1983年に近畿大学を定年退職）。1976年（昭和51年）から1994年（平成6年）まで京都市埋蔵文化財研究所長を務める。京都市埋蔵文化財研究所長時代に、研究所は平安京跡の調査・研究で多くの成果を上げた。
1997年（平成9年）12月28日に死去。

## 著書
- 『日本朝鮮比較建築史』大八州出版、1946年
- 『藤原氏の氏寺とその院家』奈良国立文化財研究所学報〈第19冊>、1968年
- 『院家建築の研究』吉川弘文館、1981年
- (小笠原好彦と共著)『高句麗の都城遺跡と古墳―日本都城制の源流を探る』同朋出版、1992年
- 『よみがえった平安京―埋蔵文化財を資料に加えて 』人文書院、1993年